# Jaala
Jaala là một đô thị của Phần Lan.
Đô thị này nằm ở tỉnh Nam Hà Lan trong vùng Kymenlaakso. Đô thị này có dân số 1.906 người (năm 2003) và diện tích 563,06 km² trong đó có 129,89 km² là diện tích mặt nước. Mật độ dân số là 3,4 người trên mỗi km².
Dân đô thị này chỉ sử dụng tiếng Phần Lan
Vào năm 2009, 6 đô thị Kouvola, Kuusankoski, Elimäki, Anjalankoski, Valkeala và Jaala sẽ được sáp nhập để tạo đô thị mới với dân số 80 000 người, là thành phố lớn thứ 10 ở Phần Lan.